# Bipora
Bipora is een mosdiertjesgeslacht uit de familie van de Conescharellinidae en de orde Cheilostomatida. De wetenschappelijke naam ervan is in 1887 voor het eerst geldig gepubliceerd door Whitelegge.

## Soorten
- Bipora flabellaris (Levinsen, 1909)
- Bipora flabellaris Levinsen, 1909

Niet geaccepteerde soorten:
- Bipora ampulla Maplestone, 1909 → Trochosodon ampulla (Maplestone, 1909)
- Bipora biarmata Maplestone, 1909 → Conescharellina biarmata (Maplestone, 1909)
- Bipora eburnea Maplestone, 1909 → Conescharellina eburnea (Maplestone, 1909)
- Bipora flabelloformis Lu, 1991 → Zeuglopora flabelloformis (Lu, 1991)
- Bipora magniarmata Maplestone, 1909 → Conescharellina magniarmata (Maplestone, 1909)
- Bipora mamillata Maplestone, 1909 → Flabellopora umbonata (Haswell, 1881)
- Bipora multiarmata Maplestone, 1909 → Conescharellina multiarmata (Maplestone, 1909)
- Bipora pagoda Lu, 1991 → Zeuglopora pagoda (Lu, 1991)
- Bipora trinodata Lu, 1991 → Zeuglopora trinodata (Lu, 1991)